# Nasidius
Nasidius is een geslacht van rechtvleugeligen uit de familie Anostostomatidae. De wetenschappelijke naam van dit geslacht is voor het eerst geldig gepubliceerd in 1878 door Stål.

## Soorten
Het geslacht Nasidius omvat de volgende soorten:
- Nasidius atra Brunner von Wattenwyl, 1888
- Nasidius auditor Karny, 1935
- Nasidius brunneri Karny, 1929
- Nasidius dregii Burmeister, 1838
- Nasidius karnyi Chopard, 1950
- Nasidius longicauda Karny, 1929
- Nasidius mimus Péringuey, 1916
- Nasidius minax Péringuey, 1916
- Nasidius minotaurus Karny, 1929
- Nasidius monachus Péringuey, 1916
- Nasidius pulchriventris Griffini, 1914
- Nasidius punctulata Kirby, 1899
- Nasidius truncatifrons Stål, 1878
- Nasidius whellani Chopard, 1950